# Listă de fotografi - E
|  | Listă de fotografi - E \| Liste alfabetice de fotografi A - Ă - Â - B - C - D - E - F - G - H - I - Î - J - K - L - M - N - O - P - Q - R - S - Ș - T - Ț - U - V - W - X - Y - Z - |

## Fotografi - E
| - Ebbets, Charles C. - Edgerton, Harold Eugene - Edwards, Hugh - Eggermont, Isidore Jacques | - Eggleston, William - Eisenstaedt, Alfred - Elíasson, Ólafur - Emerson, Peter Henry | - Enos, Clay - Epuran, Gheorghe - Erwitt, Elliott - Evans, Walker |  |